# آندری ژدانف
آندرِی الکساندرُویچ ژدانف (روسی: Андре́й Алекса́ндрович Жда́нов) (زادهٔ ۱۴ فوریه ۱۸۹۶، ماریوپُل – درگذشتهٔ ۳۱ اوت ۱۹۴۸، مسکو) یکی از سیاست‌مداران برجسته و نظریه‌پرداز فرهنگی و اجتماعی اهل اتحاد جماهیر شوروی بود. در نوشته‌های فارسی از او با نام آ. ژدانف و گاه به صورت آژدانف یاد شده‌است. دکترین ژدانف منسوب به اوست.
استالین در ۱۹۴۶ ژدانف را مدیر سیاست فرهنگی اتحاد شوروی کرد. نخستین اقدام ژدانف در این مقام محدود کردن کار هنرمندانی مانند آنا آخماتووا و میخائیل زوشنکو بود. او نظریه‌ای را که به نام خودش به «دکترین ژدانف» معروف شد ارائه داد و در آن هنر درست و مورد پذیرش حزب کمونیست اتحاد شوروی را در برابر «هنر نادرست» شرح داد. او رئالیسم سوسیالیستی را تنها سبک مورد پذیرش در ادبیات شوروی می‌دانست. در ۱۹۴۸ جریانی علیه صورتگرایی در موسیقی راه انداخت و طی آن به کارهای آهنگسازانی مانند پروکوفیف و شوستاکوویچ و خاچاطوریان انتقاد کرد و آنان ناچار شدند آشکارا از کارهای خود انتقاد کنند. نظریه‌های ژدانف درباره هنر تا زمان مرگ استالین نظریه مورد پذیرش حزب کمونیست و دولت شوروی بود و با هنرمندانی که با این نظرات هماهنگ نبودند برخورد می‌شد.
ژدانف در ژوئن ۱۹۴۸ به خاطر مواضعی که در کنگره کمینفرم ابراز داشته بود از چشم استالین افتاد و از همه مقام‌های خود برکنار شد. دو ماه بعد در آسایشگاهی در مسکو درگذشت.